# لیدنزی دی‌پول
لیدنزی دی‌پول (به انگلیسی: Lyndsay DePaul) (زادهٔ ۳۰ نوامبر ۱۹۸۸) شناگر اهل ایالات متحده آمریکا است.